# Барбельрот
Барбельрот (нім. Barbelroth) — громада в Німеччині, розташована в землі Рейнланд-Пфальц. Входить до складу району Південний Вайнштрассе. Складова частина об'єднання громад Бад-Бергцаберн.
Площа — 4,05 км2. Населення становить 664 ос. (станом на 31 грудня 2020).

## Галерея

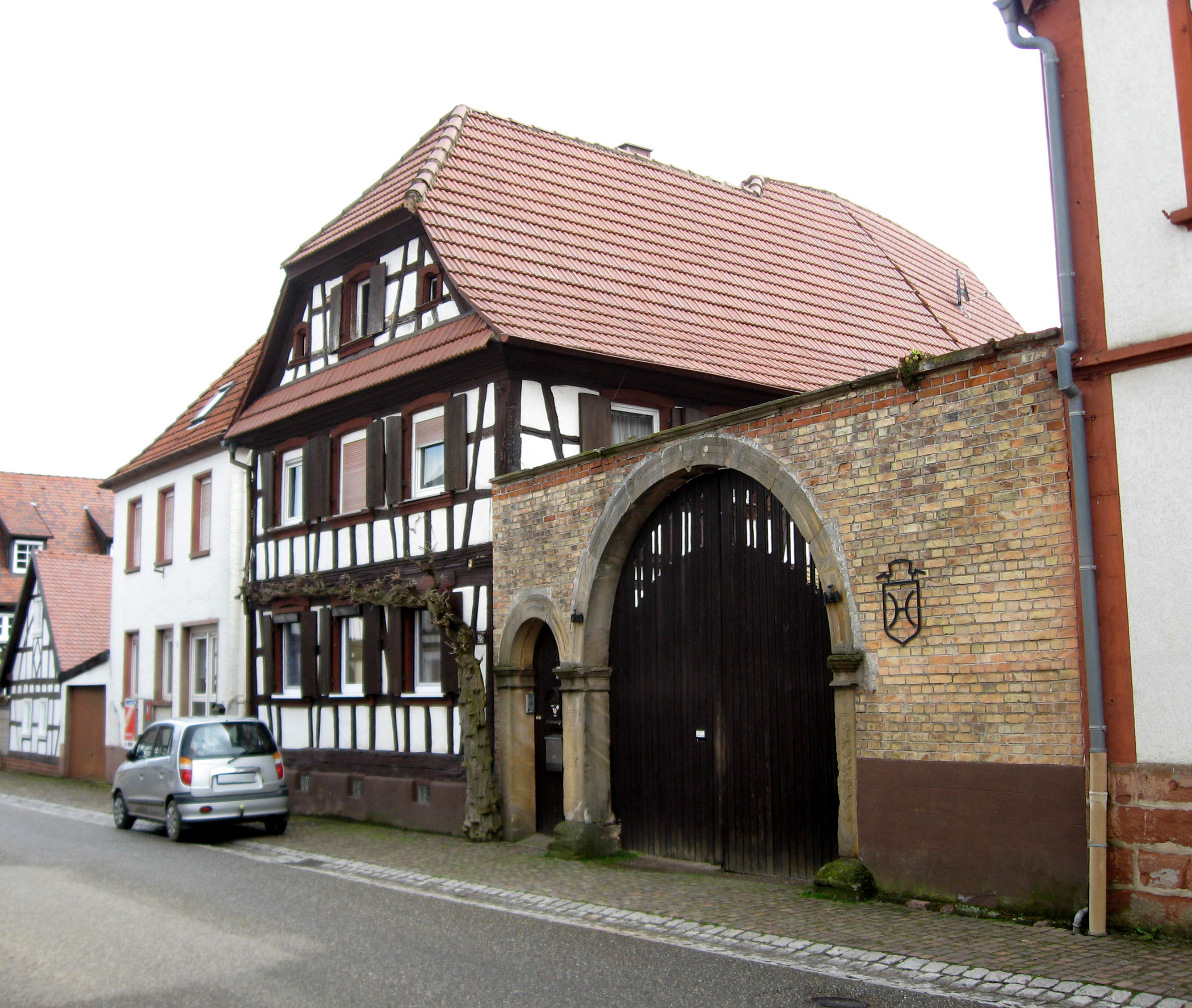